# Kazimierz Liber
Kazimierz Liber (ur. 2 marca?/14 marca 1875 w Borysowie, zm. 17 lutego 1935 w Warszawie) – pułkownik piechoty Wojska Polskiego.

## Przebieg służby
Urodził się 14 marca 1875 w Borysowie. Był wychowankiem Instytutu Wschodniego we Władywostoku . W 1909 roku, w stopniu porucznika, pełnił służbę w Chabarowskim Batalionie Rezerwowym w Chabarowsku.
9 grudnia 1918 roku został przydzielony do Departamentu Szkolnictwa Wojskowego Ministerstwa Spraw Wojskowych w Warszawie. 14 marca 1919 roku został przyjęty do Wojska Polskiego z zatwierdzeniem posiadanego stopnia pułkownika ze starszeństwem od 15 kwietnia 1916 roku. 11 listopada 1919 roku został mianowany dowódcą IV Brygady Piechoty Legionów. 14 października 1920 roku został zwolniony ze stanowiska dowódcy brygady i przeniesiony do Centralnej Stacji Zbornej w Warszawie. 22 maja 1920 roku został zatwierdzony z dniem 1 kwietnia 1920 roku w stopniu pułkownika, w piechocie, w grupie oficerów byłych Korpusów Wschodnich i byłej armii rosyjskiej. 1 czerwca 1921 roku posiadał przydział do Oddziału IV Ministerstwa Spraw Wojskowych w Warszawie, a jego oddziałem macierzystym był 4 pułk piechoty Legionów. 
3 maja 1922 roku został zweryfikowany w stopniu pułkownika ze starszeństwem z dniem 1 czerwca 1919 roku i 76. lokatą w korpusie oficerów piechoty, a jego oddziałem macierzystym w dalszym ciągu był 4 pułk piechoty Legionów. W 1923 roku pozostając w Rezerwie Oficerów Sztabowych Dowództwa Okręgu Korpusu Nr VIII był jednocześnie oficerem nadetatowym 53 pułku Strzelców Kresowych w Stryju. W grudniu tego roku został przydzielony do Powiatowej Komendy Uzupełnień Augustów w Sokółce na stanowisko komendanta. W lutym 1924 roku został przydzielony do Powiatowej Komendy Uzupełnień Przemyśl na stanowisko komendanta, nadal pozostając oficerem nadetatowym 53 pułku Strzelców Kresowych w Stryju. Z dniem 15 kwietnia 1925 roku został przeniesiony do 63 pułku piechoty w Toruniu z równoczesnym odkomenderowaniem na III Kurs oficerów sztabowych piechoty w Grupie. 13 sierpnia tego roku został przeniesiony z 63 pp do dyspozycji dowódcy 4 Dywizji Piechoty. 6 maja 1926 roku został przeniesiony do dowództwa 4 Dywizji Piechoty w Toruniu na stanowisko oficera przysposobienia wojskowego. 4 lutego 1927 roku został zwolniony z zajmowanego stanowiska i przydzielony do dyspozycji dowódcy Okręgu Korpusu Nr VIII w Toruniu. Z dniem 30 kwietnia 1927 roku został przeniesiony w stan spoczynku. Na emeryturze mieszkał w Warszawie. W 1934 roku zajmował 125. lokatę na liście starszeństwa oficerów stanu spoczynku piechoty. Pozostawał w ewidencji Powiatowej Komendy Uzupełnień Warszawa Miasto III. Posiadał przydział do Oficerskiej Kadry Okręgowej Nr I. Był wówczas „przewidziany do użycia w czasie wojny”.
Był członkiem założycielem Towarzystwa Polsko-Chińskiego w Warszawie . Zmarł 17 lutego 1935 w Warszawie .

## Ordery i odznaczenia
- Krzyż Walecznych (1921)[24][25]

17 stycznia 1933 Komitet Krzyża i Medalu Niepodległości odrzucił wniosek o nadanie mu tego odznaczenia „z powodu braku pracy niepodległościowej”.